# Obszar Chronionego Krajobrazu Doliny Kamiennej

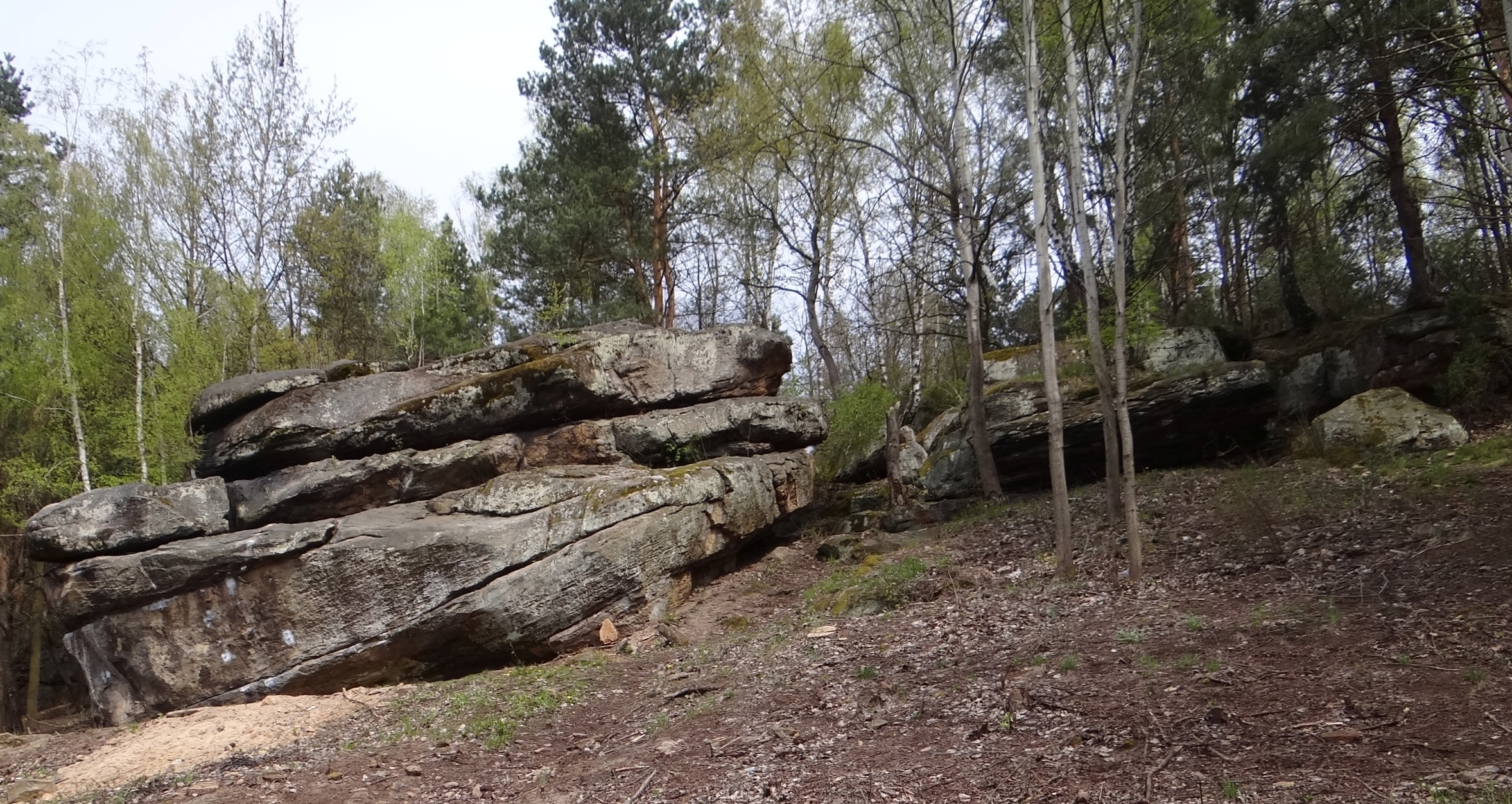
Skały w Rudzie

Obszar Chronionego Krajobrazu Doliny Kamiennej – obszar chronionego krajobrazu położony w północnej części województwa świętokrzyskiego. Zajmuje powierzchnię 726,34 km². Obejmuje część Puszczy Iłżeckiej oraz dorzecza Kamiennej.
Obszar utworzony został rozporządzeniem wojewody kieleckiego z dnia 29 września 1995.
W skład obszaru wchodzą tereny gmin: Bałtów, Bodzechów, Brody, Kunów i Mirzec, częściowo również gmin: Pawłów, Skarżysko Kościelne, Suchedniów, Waśniów oraz Wąchock.

## Ochrona przyrody w OChKDK
- rezerwaty przyrody:
  - Krzemionki Opatowskie
  - Lisiny Bodzechowskie
  - Modrzewie
  - Rosochacz
  - Skały pod Adamowem
  - Skały w Krynkach
  - Ulów
- rezerwat archeologiczny:
  - Rydno
- inne formy ochrony przyrody: Skały w Rudzie (pomnik przyrody)